# Jammie Dodgers

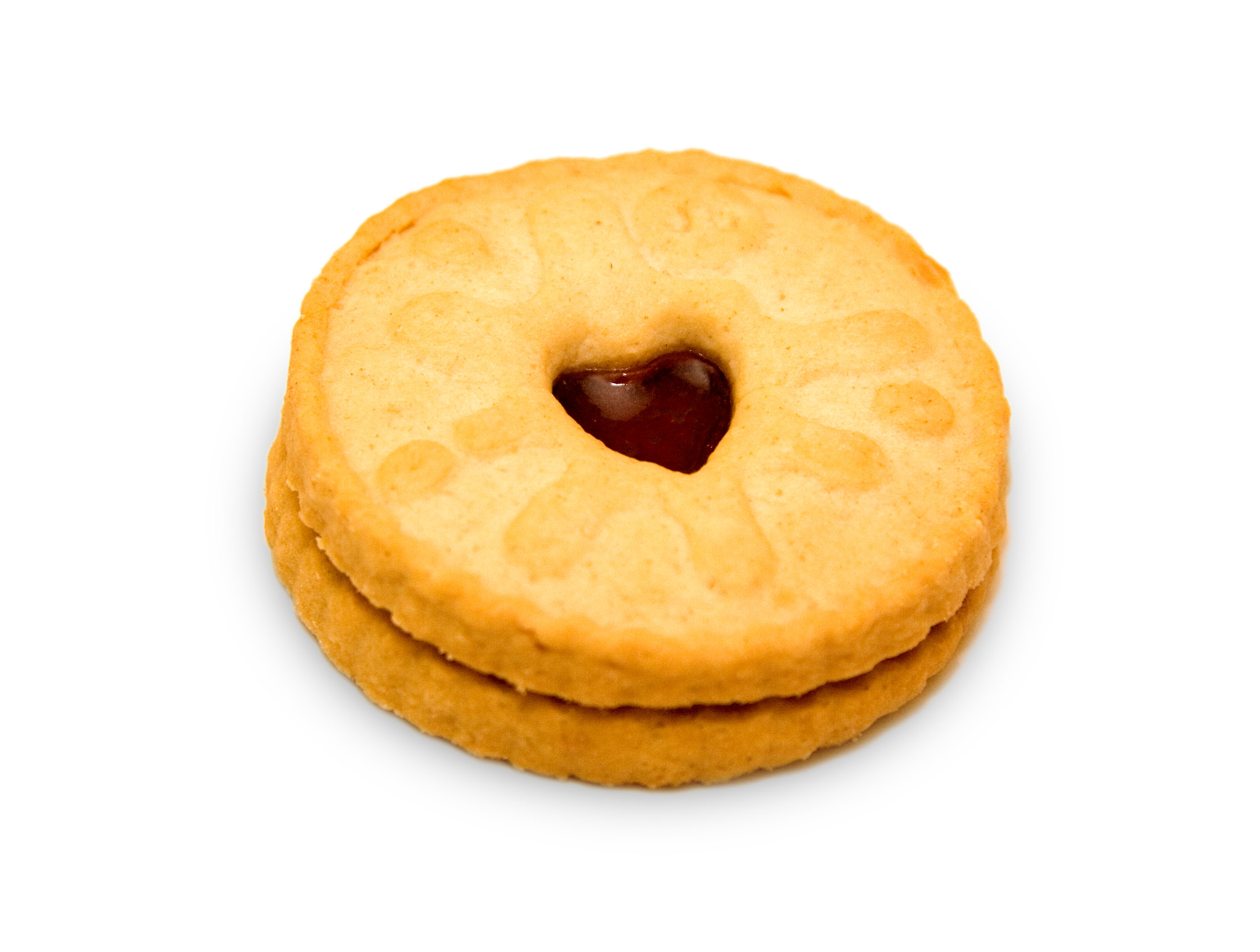
Jammie Dodger

Jammie Dodgers ist eine britische Kekssorte, ähnlich den Linzer Augen. Sie besteht aus zwei Talern Shortbread mit einer Schicht Himbeer-Marmelade dazwischen. Typisch für Jammie Dodgers ist das herzförmige Loch in der oberen Keksschicht, welches die Füllung des Kekses sichtbar macht sowie das Muster auf der Oberfläche des Kekses. Seit 1960 sind sie auf dem Lebensmittelmarkt erhältlich und werden aktuell von der Burton’s Biscuit Company (ehemals Burton’s Foods) in Cwmbran (Wales) hergestellt. Im Jahr 2009 war Jammie Dodgers die berühmteste Süßigkeitenmarke für Kinder in Großbritannien, wobei der Jahresumsatz in diesem Jahr zu 40 Prozent von erwachsenen Käufern stammte. Laut Hersteller werden heutzutage über 70 Prozent der Jammie Dodgers von Erwachsenen konsumiert.

## Geschichte und Begriff
Jammie Dodgers wurden nach dem Charakter „Roger the Dodger“ aus dem Comic The Beano benannt. „Jammie“ bezieht sich auf das englische Wort für Marmelade – „jam“. In Großbritannien werden sie bereits seit über 60 Jahren produziert, ursprünglich von Burton's Foods. Burton's Kekse wurden erstmals von George Burton (* 1829 in Leek, Staffordshire) hergestellt. Dessen Enkel Joseph Burton gründete 1935 das Unternehmen Burton's Gold Medal Biscuits. Aus der Fusion von Horizon Biscuit Company Ltd. und Burton’s Gold Medal Biscuits entstand 2000 schließlich das heutige Unternehmen.
Jammie Dodgers sind eine Form des Linzer Auge - eine keksförmige Version der Linzer Torte - und werden in verschiedenen Regionen der Erde mit der Weihnachtszeit in Verbindung gebracht.
Neben Jammie Dodgers in Großbritannien sind Linzer Augen der Marke Pepperidge Farm's in den USA als „Linzer Raspberry Cookies“ saisonal erhältlich.
In Neuseeland werden Linzer Augen „Shrewsbury Biscuits“ genannt. Ein Beispiel hierfür sind die „Cookie Bear Shrewsbury Biscuits“ von Griffin's Foods. Der Begriff  „Shrewsbury Biscuits“ oder „Shrewsbury Cake“ bezieht sich jedoch außerhalb von Neuseeland auf eine andere Sorte von Keksen.
Linzer Augen werden in englischsprachigen Ländern ebenfalls als „Himbeer shortbread cookies“ verkauft.

## Produktvarianten
Jammie Dodgers wurden seit der Unternehmensgründung in unterschiedlichen Varianten verkauft, darunter Zitrone, Toffee, Orange und Schokolade. Die Kekse werden in kleineren Varianten innerhalb von Lunchpacks angeboten. Im Oktober 2020 wurde eine neue Geschmacksrichtung mit dem Namen Gooey Apple veröffentlicht. Gelegentlich werden limitierte Editionen mit anderen Geschmacksrichtungen (z. B. Vanilla Thriller und Vimto) herausgegeben.
Derzeit sind Jammie Dodgers auf der offiziellen Unternehmenswebsite in den folgenden Varianten erhältlich:
- Jammie Dodgers Original Raspberry
- Jammie Dodgers Magical Strawberry
- Jammie Dodgers Cherry Burst
- Jammie Dodgers Gooey Apple
- Choccie Dodgers
- Jammie Dodgers Minis Lunchpack Original
- Choccie Dodgers Minis Lunchpack

## Inhaltsstoffe und Nährwerte
Brennwert: Nach Angaben des Herstellers liegt der physiologische Brennwert von Jammie Dodgers je nach Sorte zwischen 437 kcal/100 g und 505 kcal/100 g. Alle Varianten mit Marmeladenfüllung (Original Raspberry, Magical Strawberry, Gooey Apple und Cherry Burst, Minis Lunchpack Original) weisen 437 kcal/100 g auf, die Produktvariante Choccie Dodgers dagegen in der Originalversion 499 kcal/100 g und in der Lunchpackversion 505 kcal/100 g.
Allergene: In allen Produkten ist das Allergen Weizenmehl enthalten, in den Produktvarianten mit Marmelade ist zusätzlich Natriumdisulfit enthalten, während die Produkte mit Schokoladenfüllung Sojalecithin enthalten.
Die Inhaltsstoffe für die einzelnen Produktvarianten setzen sich nach Angaben des Unternehmens wie folgt zusammen:
Jammie Dodgers (Original Raspberry, Magical Strawberry, Gooey Apple, Cherry Burst, Mini):
- Weizenmehl mit Kalziumcarbonat, Eisen, Niacin und Thiamin
- Apfelkonfitüre mit Himbeer-, Erdbeer- oder Kirschgeschmack aus Glukose-Fruktose-Sirup, Äpfeln (Äpfel, Natriumdisulfit), Zucker, Feuchthaltemittel (Glycerin), Aromen, Farbstoffen (Anthocyane, Norbixin), Säureregulatoren (Natriumcitrat), Säuerungsmitteln (Zitronensäure) und Geliermitteln (Pektin)
- Pflanzliche Öle (Palmöl, Rapsöl)
- Zucker
- Teilinvertierter Zuckersirup
- Backtriebmittel (Ammoniumhydrogencarbonat, Natriumhydrogencarbonat)
- Salz
- Aromen

Choccie Dodgers & Choccie Dodgers Mini
- Weizenmehl mit Kalziumcarbonat, Eisen, Niacin und Thiamin
- Füllung mit Schokoladengeschmack mit Zucker, Palmöl, fettreduziertem Kakaopulver, Aromen und Emulgatoren (Sojalecithin)
- Pflanzliche Öle (Palmöl, Rapsöl)
- Zucker
- Teilinvertierter Zuckersirup
- Backtriebmittel (Ammoniumhydrogencarbonat, Natriumhydrogencarbonat)
- Salz
- Aromen